# Коштуница (плод)
Коштуница је тип сочног простог затвореног плода. На њему се разликују егзокарп, мезокарп и ендокарп. Егзокарп представља заштитну кожицу сочном мезокарпу. Ендокарп је одрвенео (коштица или putamen) и у њему се налази клица.

## Примери
Коштунице имају трешња, вишња, бресква, шљива и друге биљке, чији се плодови у народу и називају коштуничавим воћем.